# Districte de Famagusta
El Districte de Famagusta és un dels sis districtes de Xipre. La principal ciutat de també és el port més important de l'illa, Famagusta. La gran majoria del districte fou ocupat per l'exèrcit turc el 1974, i és controlat per la República Turca de Xipre del Nord que no és reconeguda internacionalment.
Hi ha una administració «a l'exili» en la República de Xipre que controla part de l'illa.